# Davao Aguilas
Davao Aguilas Bellmare Football Club war ein Fußballverein aus Tagum. Zuletzt spielte die Fußballmannschaft in der höchsten Liga des Landes, der Philippines Football League. Die Mannschaft war auch unter dem Namen Aguilas (The Eagles) bekannt.
Nach der Saison 2018 gab der Verein bekannt, dass er sich aus der Philippines Football League zurückzieht.

## Erfolge
- Copa Paulino Alcantara

Finalist: 2018, 2023

## Stadion
Seine Heimspiele trug der Verein im Davao del Norte Sports Complex in Tagum aus. Das Stadion hat ein Fassungsvermögen von 3000 Personen. Eigentümer sowie Betreiber der Sportstätte ist das Provincial Government of Davao del Norte.
Koordinaten: 7° 27′ 18,4″ N, 125° 47′ 1,1″ O

## Ehemalige Spieler
| - Patrick Deyto - Ronilo Bayan Jr. - Harry Sawyer - Phil Younghusband - Diego Alves - Raymart Cubon - Julian Clarino - Dylan de Bruycker - Dennis Villanueva - Tyler Matas - Marko Trkulja - Kim Versales - James Hall - Junell Bautista - Raymart Cubon - Nick O’Donnell - Jason Cordova - Bojan Mališić | - Omar Khan - Adam Reed - Jorrel Aristorenas - Kim Sung-min - Jaime Cheng - Paolo Salenga - Junell Bautista - Reymart Cubon - Ray Joyel - Justin Cheng - Joshua Grommen - Daniel Gadia - Junell Bautista - Nate Burkey - Alexis Cabistante - Andreas Esswein - Khalil Jakiri - Ángel Guirado | - Tahj Minniecon - Brad McDonald - Jason de Jong - Jorrel Aristorenas - Matthew Hartmann - Simone Rota - James Hall - Marco Casambre - Satoshi Ōtomo - Wesley dos Santos - Richard Talaroc Jr. - Mujer Sumail - Amir Amaikurut - James Younghusband - Jordan Jarvis - Jay-ar Bucayan - Ryan Hall |  |

## Beste Torschützen von 2017 bis 2018
| Saison | Name              | Tore |
| ------ | ----------------- | ---- |
| 2017   | Harry Sawyer      | 10   |
| 2018   | Phil Younghusband | 12   |

## Trainer von 2017 bis 2018
| Name            | Zeit bei Davao Aguilas FC | Zeit bei Davao Aguilas FC |
| Name            | von                       | bis                       |
| --------------- | ------------------------- | ------------------------- |
| Melchor Anzures | Februar 2017              |                           |
| Gary Phillips   | 26. März 2017             | 18. September 2017        |
| Marlon Maro     | 18. September 2017        | 29. Mai 2018              |
| Melchor Anzures | 29. Mai 2018              | 31. Dezember 2018         |

## Saisonplatzierung 2017 bis 2019
| Saison | Liga                        | Liga  | Liga   | Liga | Liga | Liga | Liga  | Liga   | Liga     | Liga                   | Liga |
| Saison | Liga                        | Level | Spiele | S    | U    | N    | Tore  | Punkte | Position | Copa Paulino Alcantara |      |
| ------ | --------------------------- | ----- | ------ | ---- | ---- | ---- | ----- | ------ | -------- | ---------------------- | ---- |
| 2017   | Philippines Football League | 1     | 28     | 4    | 10   | 14   | 35:55 | 22     | 7.       |                        |      |
| 2018   | Philippines Football League | 1     | 25     | 11   | 6    | 8    | 52:39 | 39     | 3.       | 2. Platz               |      |